# Constance Marie Charpentier
Constance Marie Charpentier (París, 4 de abril de 1767-ibíd., 3 de agosto de 1849), también conocida como Constance Marie Blondelu, fue una pintora francesa. Se especializó en escenas de género y retratos, principalmente de niños y mujeres.

## Biografía
Fue la hija única de Pierre-Alexandre-Hyacinthe Blondelu y Marie-Angélique Debacq. Creció en una familia acomodada que fomentó su inclinación por el arte. Los registros de la formación de Charpentier no son claros, pero podría haber estudiado con numerosos artistas. Se cree que estudió con el aclamado pintor francés Jacques-Louis David, pero también puede haber sido alumna de François Gérard, Pierre Bouillon, Louis Lafitte y de Johann Georg Wille o de su hijo, Pierre-Alexandre Wille.

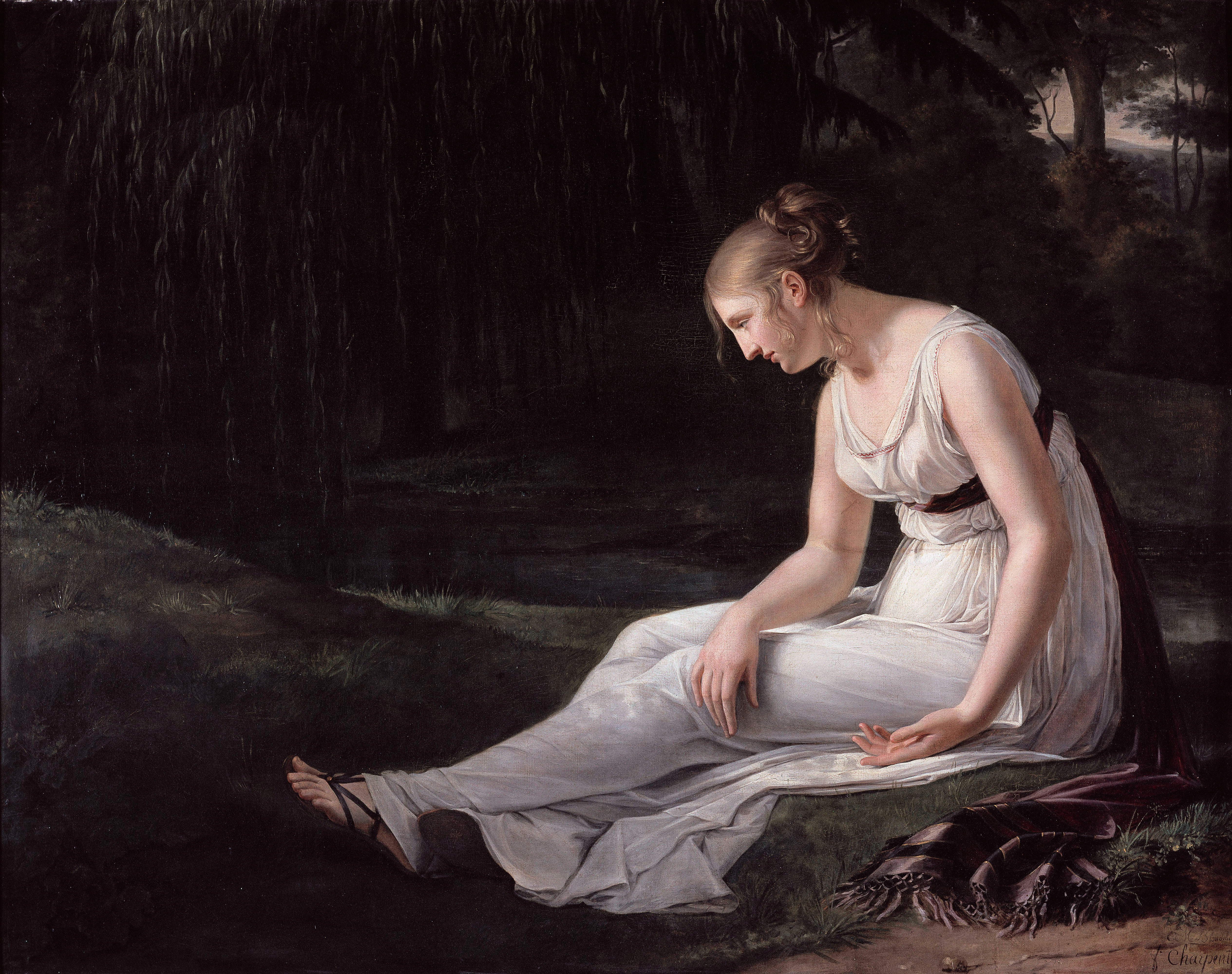
Mélancolie, 1801, Museo de Picardía, Amiens.

Aunque no pudo ingresar a la Academia real de pintura y de escultura en 1787, continuó desarrollando su carrera a través de otros caminos. En 1788 recibió un "Prix d'Encouragement". Entre 1795 y 1819 expuso una treintena de cuadros en diversos salones, ganando una medalla de oro en 1814 en el Salón de París y una medalla de plata en 1821 en el Salón de Douai.
En 1793 se casó con François-Victor Charpentier, cuñado de Georges-Jacques Danton.
Se cree que algunas de las obras de Charpentier fueron atribuidas erróneamente a su maestro, David. El conocido cuadro Retrato de Charlotte du Val d'Ognes (1801) fue atribuido erróneamente primero a David y luego a Charpentier, y ahora se cree que es obra de Marie-Denise Villers. Una de sus obras más conocidas es Mélancolie, albergada en el Museo de Picardía, Amiens. Gracias a las obras de Charpentier que se han conservado y han sido identificadas, se la considera una de las mejores retratistas de su época. Además, es considerada como una de las artistas que contribuyó a la transición desde las reglas estéticas del neoclasicismo al prerromanticismo.